# کریستال زمان
یک کریستال زمان، کریستال فضا-زمان یا کریستال چهار بعدی یک ساختار متناوب است که در زمان و فضا تکرار می‌شود. کریستال طبیعی سه بعدی دارای الگوی تکرار در فضا است، ولی در زمان بدون تغییر باقی می‌ماند. اما کریستال زمان در فضا و زمان خود را تکرار می‌کند که موجب تغییر آن در هر لحظه می‌شود. کریستال زمان گسترش ایده وجود کریستال در چهار بعد است. چون این ساختار، ماده‌ای با ترمودینامیک غیرتعادلی است، هیچگاه به تعادل گرمایی نمی‌رسد. این حالت به کریستال اجازه می‌دهد که حرکت دائمی داشته باشد. از نظر فنی در یک کریستال زمان، تقارن انتقال زمان خود به خود شکسته می‌شود و بدین ترتیب نشان‌دهنده شکست تقارن انتقال زمان  (TTSB) است.
ایده کریستال زمان اولین بار توسط پروفسور ام‌آی‌تی و برنده جایزه نوبل فرانک ویلچک در سال ۲۰۱۲ مطرح شد. پس از آن کار بر روی تعریفی دقیق از آن شروع شد، که در نهایت به این نتیجه رسید که کریستال زمان در ترمودینامیک تعادلی امکان‌پذیر نیست. با این حال، این نتیجه‌گیری راه را برای اثبات این ماده در سیستم‌های غیرتعادلی باز گذاشت. در سال ۲۰۱۶ نورمن یائو و همکارانش در دانشگاه کالیفرنیا، برکلی یک پیشنهاد قاطع برای تولید کریستال زمان در محیط آزمایشگاهی مطرح نمودند. طرح یائو سپس توسط دو تیم به رهبری کریستوفر مونرو از دانشگاه مریلند، کالج پارک و میخائیل لوکین از دانشگاه هاروارد مورد استفاده قرار گرفت که هر دو گروه موفق به ایجاد کریستال زمان شدند. هر دو آزمایش در مارس ۲۰۱۷ در مجله نیچر به چاپ رسید.